# William Hay, 17. Earl of Erroll
William Hay, 17. Earl of Erroll (* 12. März 1772; † 26. Januar 1819) war ein schottisch-britischer Peer und Politiker.

## Leben und Karriere
Hay war der zweite Sohn des James Hay, 15. Earl of Erroll (1726–1778), aus dessen zweiter Ehe mit Isabella Carr (1742–1808), Tochter und Coerbin des William Carr (1705–1777), Gutsherr von Etal in Northumberland.
Als designierter Erbe seiner Mutter änderte er mit königlicher Lizenz vom 28. März 1795 seinen Familiennamen von „Hay“ zu „Carr“. Er verlor seinen Erbanspruch auf Etal, als er 1798 beim kinderlosen Tod seines älteren Bruders George Hay, 16. Earl of Erroll, dessen Adelstitel als 17. Earl of Erroll und 18. Lord Hay, sowie die Chiefwürde des Clan Hay erbte und änderte seinen Familiennamen zurück zu „Hay“ änderte.
Von 1805 bis 1809 hatte er das Amt des Knight Marischal of Scotland inne. Von 1806 bis 1807 und erneut von 1818 bis 1809 war er als schottischer Representative Peer gewähltes Mitglied des britischen House of Lords. Im Parlament gehörte er der Partei der Whigs an. Von 1817 bis 1818 hatte er auch das Amt des Lord High Commissioner to the General Assembly of the Church of Scotland inne.

## Ehen und Nachkommen
In erster Ehe heiratete er am 9. Januar 1792 Jane Bell (um 1770–1793), Tochter des Matthew Bell, Gutsherr von Woolsington in Northumberland. Mit ihr hatte er eine Tochter:
- Lady Dulcibella Jane Hay (1793–1885), ⚭ 1821 Ven. Charles Nourse Wodehouse (1790–1870), anglikanischer Archidiakon von Norwich.

In zweiter Ehe heiratete er am 3. August 1796 Alicia Eliot († 1812), Tochter des auf Antigua ansässigen Samuel Eliot. Mit ihr hatte er drei Söhne und fünf Töchter:
- James Hay, Lord Hay (1797–1815), Ensign der 1st Foot Guards, gefallen in der Schlacht bei Quatre-Bras;
- Lady Alicia Hay (1798–1799);
- Lady Isabella Hay (1800–1868), ⚭ 1820 William Wemyss (1790–1852), Lieutenant-General der British Army;
- William Hay, 18. Earl of Erroll (1801–1846) ⚭ 1820 Lady Elizabeth Fitz-Clarence, uneheliche Tochter König Wilhelms IV.;
- Lady Harriet Jemima Hay (1803–1827), ⚭ 1822 Daniel Gurney (1791–1880), Bankier, Gutsherr von North Runcton Hall in Norfolk;
- Lady Caroline Augusta Hay (1805–1877), ⚭ 1823 John Morant († 1857), Gutsherr von Brockenhurst in Hampshire;
- Hon. Samuel Hay (1807–1847), Captain der British Army, ⚭ 1832 Louisa Pleydell-Bouverie († 1898);
- Lady Emma Hay (1809–1841), ⚭ 1826 James Wemyss (1789–1854), Rear-Admiral der Royal Navy, MP.

In dritter Ehe heiratete er am 14. Oktober 1816 Harriet Somerville (1786–1864), Schwester des Mark Somerville, 16. Lord Somerville. Mit ihr hatte er einen Sohn und zwei Töchter:
- Rev. Hon. Somerville Hay (1817–1853), anglikanischer Priester, ⚭ 1843 Lady Alicia Diana Erskine (1822–1891), Tochter des Henry Erskine, 12. Earl of Buchan;
- Lady Fanny Hay (1818–1853), ⚭ 1848 Rev. Stephen Ralph Cartwright († 1862), anglikanischer Pfarrer von Aynhoe in Northamptonshire;
- Lady Margaret Julia Hay (1819–1891), ⚭ 1846 Frederick Astell Lushington (1815–1892), Gutsherr von Rosiere in Hampshire.